# Nederlands Hervormde Kerk (Venhuizen)
De Nederlands Hervormde Kerk van Venhuizen is een eenbeukige kruiskerk met een vijfzijdig gesloten koor en een ingebouwde toren met drie geledingen.

## Geschiedenis
Het schip verrees kort voor 1500, waarna in de 16e eeuw het laat-gotische koor en de transepten tot stand kwamen. In 1875 werd de kerk, die oorspronkelijk tot aan de straat liep, aanzienlijk verkleind door afbraak van de toren en een deel van het schip, waarna de huidige, deels inpandige, toren verrees.
Na jaren van verval en dreigende afbraak is het kerkgebouw eind jaren '60 van de 20e eeuw gerestaureerd, waarna het, naast het kerkelijk gebruik ook als multifunctioneel centrum in gebruik is genomen.
In 2003 is het kerkgebouw getroffen door brand waarbij het dak, kerkinterieur en torenspits volledig zijn verwoest. In 2004 en 2005 zijn kap, tongewelven (met uitzondering van de schalkbeelden) en torenspits naar oud voorbeeld gereconstrueerd. Het interieur is vervangen in moderne stijl.

## Orgels
Het eerste orgel is gebouwd in 1856 door de firma L. van Dam & Zn uit Leeuwarden.
Een noviteit bij dit orgel was dat Van Dam voor het eerst een rechtopgaande magazijnbalg voor een (middel-)groot orgel toepaste, in plaats van de schuin opgaande spaanbalgen. Daardoor kon voor het eerst de windvoorziening geheel binnen de kast van het instrument worden geplaatst.
In 1875 werd het orgel door Van Dam verplaatst binnen het kerkgebouw, nadat de kerk was verkleind. Het kwam toen vrijwel op de kruising van het schip en transepten te staan. In 1975 werd het instrument na de kerkrestauratie gerestaureerd door de firma Flentrop. Het orgel is in 2003 bij de kerkbrand volledig verwoest.
In 2006 werd het huidige orgel geplaatst, een werkstuk uit 1993 van de firma Pels & Van Leeuwen uit 's-Hertogenbosch. Het vrij grote instrument wordt thans gebruikt voor zowel kerkdiensten als concerten.

## Klok
De oorspronkelijke klok van de kerk is een werkstuk van Geert van Wou uit Kampen, met een diameter van 118 cm. Bij de brand van 2003 is de klok onherstelbaar beschadigd en daarna als monument naast de kerk geplaatst.
De firma Eijsbouts vervaardigde in 2004 een vervangende klok. 